# Bill Mays
Bill Mays (* 5. Februar 1944 in Sacramento, Kalifornien) ist ein US-amerikanischer Jazzpianist.

## Leben und Wirken
Mays, der bereits als Kind Klavier spielte, war während seiner Ausbildung an der Naval School of Music in Washington Mitglied einer Band der US-Kriegsmarine. Nach vier Jahren bei der Navy wurde er in San Diego Mitglied des Ensembles von Bill Green. 1969 ging er nach Los Angeles. Hier arbeitete er u. a. mit Buddy Collette, Harold Land, Shelly Manne, Bud Shank und Art Pepper, war Mitglied des Bobby Shew Quintet, wirkte an Einspielungen von Stan Kentons Neophonic Orchestra mit, spielte Duoaufnahmen mit Alan Broadbent ein und begleitete als Bandmitglied Ernie Watts und Abe Laboriel.
Daneben arbeitete er in den Aufnahmestudios von Hollywood, wo er mit anderen Tasteninstrumenten wie Cembalo, Celesta, Orgel und Synthesizer vertraut wurde und u. a. mit J. J. Johnson und Benny Golson arbeitete. In den 1970er Jahren war er Begleiter von Sarah Vaughan und Al Jarreau.
Nach einem Debütalbum als Bandleader (mit dem Bassisten Red Mitchell) ging Mays 1984 nach New York. Zu seinen musikalischen Partnern gehörten hier Ron Carter, Al Cohn, Eddie Daniels, Ray Drummond, Benny Golson, Mel Lewis, Charles McPherson, Bob Mintzer, Gerry Mulligan, Rufus Reid, das Maria Schneider Orchestra, Marvin Stamm, Clark Terry, Toots Thielemans, das Vanguard Jazz Orchestra, Paul Winter und Phil Woods.
Daneben leitet er mehrere eigene Formationen – darunter das Inventions Trio mit dem Trompeter Marvin Stamm und der Cellistin Alisa Horn und ein Trio mit dem Bassisten Martin Wind und dem Schlagzeuger Matt Wilson – und tritt auch als Solist auf. Er arbeitete als Komponist für Musiker wie Percy Faith, Woody Herman, Morgana King, Shelly Manne, Mark Murphy, Bud Shank, Lew Tabackin und Phil Woods und komponierte Klavierstücke, Suiten für Klavier und Flöte und Klavier und Kontrabass, Saxophonquartette, Stücke für Jazzband und Sinfonieorchester und eine Bearbeitung von Tschaikowskis Nussknackersuite für Jazzensemble. 2012 arbeitet er im Trio mit Tommy Cecil und Duduka da Fonseca.

## Diskographische Hinweise
- A Musical Cocktail, Soloalbum, 1976
- Explorations mit Bud Shank, 1979
- Night an Day mit Peter Sprague, Jim Plank und Bob Magnusson, 1980
- Two of a Mind mit Red Mitchell, 1982
- Tha's Delight, Bill Mays Quintet (mit Shelly Manne, Andy Simpkins, Tom Harrell und Ralph Moore), 1983
- Kaleidoscope, Bill Mays Quintet (mit Jeff Hirshfield, Harvie Swartz, Peter Sprague und Dick Oatts), 1989
- One To One mit Ray Drummond, 1989
- One To One 2 mit Ray Drummond, 1990
- Live at Maybeck Hall, Soloalbum, 1992
- Bill Mays/Ed Bickert: At Maybeck, 1994
- An Ellington Affair, Bill Mays Trio (mit Lewis Nash und John Goldsby), 1994
- Stridin’ In Five, Soloalbum, 1995
- Mays In Manhattan, Bill Mays Trio/Sextet (mit Tim Horner, Sean Smith, Marvin Stamm, Jon Gordon und Ed Neumeister), 1996
- Out In Pa., Bill Mays Trio (mit Martin Wind und Matt Wilson), 1999
- By Ourselves mit Marvin Stamm, 1999
- Summer Sketches, Bill Mays Trio, 2000
- Going Home, Bill Mays Trio, 2002
- Bick's Bag mit George Shearing, Neil Swainson und Terry Clarke, 2002
- Live at Jazz Standard, Bill Mays Trio, 2004
- Fantasy, Bill Mays Invention Trio (mit Marvin Stamm und Alisa Horn), 2001, 2005
- Mays Plays Mays, 2019